# Nika Kepic
Nika Kepic (* 5. April 1990) ist eine ehemalige slowenische Skispringerin.

## Werdegang
Kepic, die für den Verein SK Triglav Kranj startete, gab ihr internationales Debüt bei FIS-Springen im Sommer 2004. Jedoch konnte sie sich weder in Bischofshofen, noch in Klingenthal, Pöhla und Meinerzhagen durchsetzen. Trotz dieses Misserfolges erhielt sie im Januar 2005 erstmals einen Startplatz im neugeschaffenen Skisprung-Continental-Cup der Damen. Bereits im ersten Springen in Planica erreichte sie als 28. die Punkteränge und wiederholte diesen Erfolg mit Platz 27 in Toblach. Da ihr aber in der Folge in Breitenberg erstmals kein Punktegewinn gelang, beendete sie die Saison mit nur sieben Punkten als 53. der Continental-Cup-Gesamtwertung der Saison 2004/05. Im August 2005 startete Kepic nochmals bei Sommerspringen, da sie jedoch in Klingenthal, Pöhla und Meinerzhagen ohne Erfolg blieb, beendete sie noch vor der Saison 2005/06 ihre aktive Karriere. Anschließend studierte Kepic an der Volkshochschule Kranj (Ljudska univerza Kranj).

## Erfolge

### Continental-Cup-Platzierungen
| Saison  | Platz | Punkte |
| ------- | ----- | ------ |
| 2004/05 | 53.   | 7      |